# 星谷 (亚利桑那州)
星谷（英文：Star Valley），是美国亚利桑那州希拉县下属的一座城市。面积约为36.13平方英里（约合93.6平方公里）。根据2010年美国人口普查，该市有人口1,970人，人口密度为64/平方英里。在建制上，该市属于“Town”。